# Georgie Welcome
Pour les articles homonymes, voir Welcome.
Georgie Welcome, né le 9 mars 1985 à Roatán, est un footballeur international hondurien évoluant au poste d'attaquant.

## Biographie

### En club
Après avoir été pêcheur sur l'île de Roatán, Georgie Welcome commence sa carrière professionnelle en 2004 au club hondurien de l'Arsenal FC à Roatán. Quatre ans plus tard, il rejoint le CD Motagua.
Le joueur est sélectionné pour la première fois en équipe du Honduras de football en 2008 et fait partie du groupe des vingt-trois sélectionnés pour la Coupe du monde de football de 2010. Il a participé aux trois matchs de son équipe au Mondial 2010.
En août 2010, il réalise un essai convaicant aux Glasgow Rangers et est pressenti pour remplacer les attaquants Nacho Novo et Kris Boyd. Le transfert semble en bonne voie pour un montant de 600 000 £ (725 000 €) mais son permis de travail lui est refusé.
Le 28 janvier 2011, il est prêté à l'AS Monaco pour une durée de 6 mois. Il fait sa première apparition le 6 février 2011 lors de la défaite 0-2 à Toulouse FC en entrant à la 45e minute en remplacement de Grégory Lacombe. Le 24 avril, il entre en jeu contre Rennes et marque d'une superbe tête offrant ainsi trois points précieux à son équipe. Il récidive la semaine suivante en égalisant contre Saint-Étienne (1-1).
À la suite de la relégation de l'AS Monaco en Ligue 2, il n'est pas conservé par les dirigeants monégasques. Le CD Motagua le prête à nouveau avec option d'achat, cette fois à l'Atlas Guadalajara au Mexique où il n'est encore une fois pas retenu. Il retourne par conséquent dans son club de Motagua.
À la fin de 2013, il rejoint le CD Platense. Il n'y reste que trois mois puisqu'il signe en Thaïlande en mars, au BEC Tero Sasana.

### En sélection nationale
Il fait ses débuts avec le Honduras le 23 mai 2008 lors de la victoire des siens contre le Belize (2-0) durant laquelle il inscrit également son premier but en sélection. Il est jusque-là le seul joueur à débuter avec La Bicolor alors qu'il évoluait en Seconde Division Hondurienne.

#### Buts internationaux
| Buts | Date             | Lieu                                           | Adversaire  | Resultat | Compétition |
| ---- | ---------------- | ---------------------------------------------- | ----------- | -------- | ----------- |
| 1.   | 23 mai 2008      | Estadio Olímpico Metropolitano, San Pedro Sula | Belize      | 2-0      | Amical      |
| 2.   | 14 novembre 2009 | Estadio Tiburcio Carias Andino, Tegucigalpa    | Lettonie    | 2-1      | Amical      |
| 3.   | 27 mai 2010      | Villach Lind, Villach                          | Biélorussie | 2-2      | Amical      |
| 4.   | 12 octobre 2010  | Memorial Coliseum, Los Angeles                 | Guatemala   | 2-0      | Amical      |

## Palmarès
- Champion du Tournoi de Clôture de Seconde Division Hondurienne en 2007 (Arsenal FC)
- Vainqueur du Tournoi Pré-Olympique de la Zone CONCACAF en 2008 (Honduras -23 ans)
- Vice-Champion du Tournoi de Clôture du Honduras en 2010 (CD Motagua)
- Vainqueur de la Coupe UNCAF des nations 2011 en 2011 (Honduras)